# Clare Martin

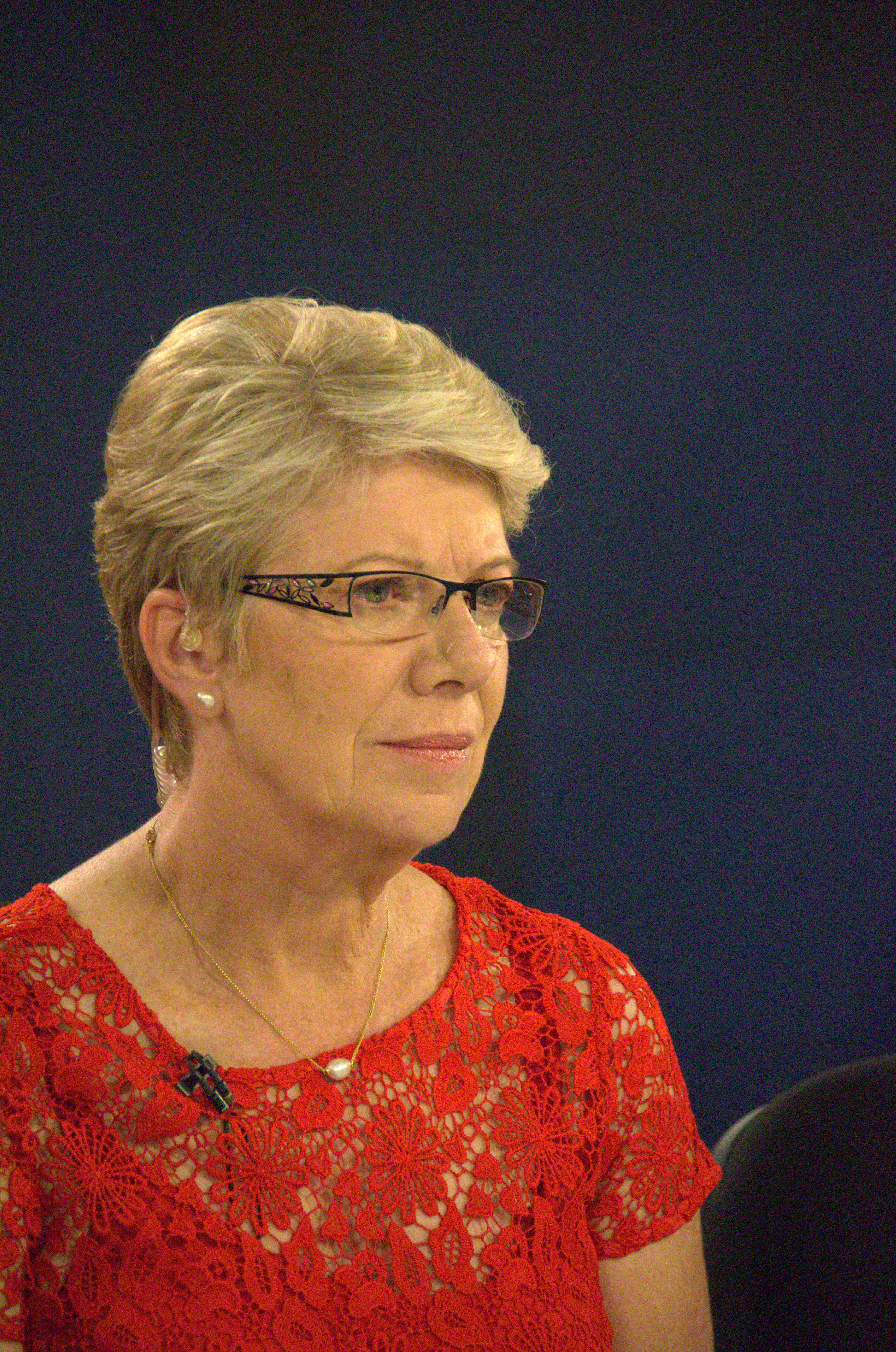
Clare Martin (2012)

Hon. Clare Majella Martin, AO (* 15. Juni 1952 in Lindfield, New South Wales) ist eine australische Politikerin der Territory Labor Party (NTALP), die unter anderem zwischen Februar 1999 und November 2007 Vorsitzende der NTALP sowie zugleich vom August 2001 bis zum November 2007 als erste Frau und als erste Labor-Politikerin Chief Minister des Northern Territory war.

## Leben

### Journalistin, Mitglied der Legislativversammlung und Oppositionsführerin
Clare Majella Martin nach dem Besuch der katholischen Schule Loreto Normanhurst ein Studium im Hauptfach Musik an der Universität Sydney, welches sie 1975 mit einem Bachelor of Arts beendete. Nach mehreren Auslandsaufenthalten begann sie 1978 zunächst eine Tätigkeit als Schreibkraft für die Australian Broadcasting Corporation (ABC) in Sydney sowie 1979 ein Praktikum als Reporter für diesen Sender. Im Februar 1983 übernahm sie eine Stelle als Moderatorin einer Morgensendung in Darwin für den ABC-Radiosender ABC Radio Darwin 5DR, kehrte aber bereits im Mai 1983 nach Canberra zurück und kehrte im Mai 1985 nach Darwin zurück, wo sie eine weitere Stelle in einer Morgensendung von ABC Radio bekam. 1986 wechselte sie zum Fernsehen und moderierte bis 1988 den „7.30 Report“. Nach ihrer Rückkehr aus einem Langzeiturlaub, in dem sie sich um ihre beiden kleinen Kinder kümmerte, kehrte sie 1990 ins Berufsleben zurück und arbeitete für das Morgenprogramm von ABC Radio.
Nach dem Mandatsverzicht des bisherigen Chefministers Marshall Perron von der Country Liberal Party (CLP) am 8. Februar 1995 wurde Clare Martin für die Territory Labor Party bei der dadurch notwendigen Nachwahl im Wahlkreis „Fannie Bay“ am 17. Juni 1995 erstmals zum Mitglied der Northern Territory Legislative Assembly gewählt. Wenige Monate nach der Wahl übernahm sie in der NTALP-Fraktion unter Oppositionsführer Brian Ede vom 10. Oktober 1995 bis zum 23. April 1996 die Funktionen als Oppositionssprecherin für die Bereiche Land, Planung und Umwelt, Wohnungswesen, ethnische Angelegenheiten, Kunst, Kulturerbe und Museen sowie Strafvollzug. Unter der neuen Oppositionsführerin und NTALP-Vorsitzenden Maggie Hickey fungierte sie zwischen dem 23. April 1996 und dem 3. Februar 1999 als Oppositionssprecherin für die Bereiche Land, Planung und Umwelt, Kunst, Kultur und Bibliotheken beziehungsweise ab dem 4. August 1998 für Kunst und Museen. Ferner war sie vom 23. April 1996 bis zum 4. Dezember 1998 Sprecherin ihrer Fraktion für Stadtentwicklung, zwischen dem 23. April 1996 und dem 25. November 1997 zusätzlich Sprecherin für Verkehr und Bauwesen sowie für Strafvollzug sowie vom 18. Oktober 1996 bis zum 25. November 1997 außerdem Sprecherin für Wohnungswesen. Im weiteren Verlauf der siebten Legislaturperiode fungierte vom 25. November 1997 bis zum 4. Dezember 1998 als Oppositionssprecherin für die Bereiche asiatische Beziehungen, Handel und Industrie, Pferderennen und Glücksspiel sowie Jugend. Als Nachfolgerin von Syd Stirling übernahm sie zwischen dem 4. August 1998 und dem 3. Februar 1999 ferner die Funktionen als Parlamentarische Geschäftsführerin (Opposition Whip) und war zugleich als Leader of Opposition Business geschäftsführende Oppositionsführerin. Am 4. Dezember 1998 übernahm sie des Weiteren die Funktionen als Sprecherin der Opposition für Gesundheit, Familien- und Kinderdienste, Wohnungswesen und Senioren.
Nach dem Rücktritt von Maggie Hickey am 3. Februar 1999 wurde Clare Martin schließlich selbst Vorsitzende der Territory Labor Party sowie Oppositionsführerin. Daneben übernahm sie vom 3. Februar 1999 bis zum zusätzlich 1. August 2001 die Funktionen als Oppositionsprecherin für Finanzen, für ethnische Angelegenheiten und für Kunst und Museen sowie zwischen dem 3. Februar und dem 10. August 1999 außerdem für Gesundheit, Familien- und Kinderdienste und für Wohnungswesen. Im Anschluss fungierte sie vom 10. August 1999 bis zum 1. August 2001 darüber hinaus als Sprecherin der Opposition für Land, Planung und Umwelt, für asiatische Beziehungen und Handel, für Kunst und Museen und für Staatlichkeit sowie ferner vom 16. März 2000 bis 1. August 2001 für Industrie und Wirtschaft, ehe sie zuletzt zwischen dem 4. Juli und dem 1. August 2001 auch noch Oppositionssprecherin für Transport, Infrastrukturentwicklung und Häfen des Northern Territory war. Für ihre Verdienste wurde ihr am 1. Januar 2001 anlässlich des 100-jährigen Bestehens des Australischen Bundes die Centenary Medal verliehen.

### Erste Chefministerin des Northern Territory

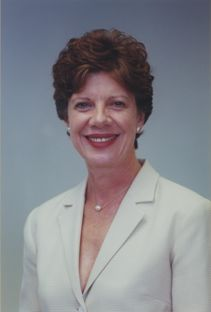
Clare Martin (2001)

Bei den Parlamentswahlen am 18. August 2001 errang die Labor Party unter Spitzenkandidatin Clare Martin 13 Sitze gegenüber 10 Sitzen für die regierende Country Liberal Party von Chief Minister Denis Burke. Damit verlor die CLP erstmals seit Beginn der Selbstverwaltung am 1. Juli 1978 die Mehrheit in der Legislativversammlung und damit die Regierungsverantwortung, woraufhin Labor Party unter Clare Martin als erste Frau im Amt der Chefministerin in der Geschichte des Territoriums eine Regierung bildete.
Neben dem Posten als Chief Minister übernahm sie in ihrer Regierung während der neunten Legislaturperiode zwischen dem 27. August 2001 und dem 23. Juni 2005 als Ministerin für Kunst und Museen, Jugendministerin, Ministerin für Frauen sowie als Ministerin für Senioren. Zugleich fungierte sie vom 27. August 2001 bis zum 17. Oktober 2002 als Schatzministerin sowie zwischen dem 27. August und dem 12. November 2001 auch noch als Ministerin für Kommunikation, Wissenschaft und fortschrittliche Technologie. Im Zuge von Umbildungen ihrer Regierung übernahm sie vom 13. November 2001 bis zum 23. Juni 2005 des Weiteren die Ämter als Ministerin für die Entwicklung des Territory und als Ministerin für indigene Angelegenheiten, zwischen dem 18. Oktober 2002 und dem 23. Juni 2005 als Ministerin für die AustralAsia Railway sowie zuletzt vom 15. Dezember 2003 bis zum 23. Juni 2005 des Weiteren auch als Tourismusministerin.
Bei den Wahlen am 18. Juni 2005 erlitt die CLP unter Denis Burkes Führung eine erneute empfindliche Niederlage: die regierende Labor Party von Chefministerin Clare Martin erhielt 52,8 Prozent der Stimmen sowie 19 von 25 Sitzen in der Legislative Assembly, die Country Liberal Party 34,7 Prozent sowie nur noch vier Sitze, während Unabhängige mit 8,3 Prozent zwei Abgeordnete stellte. Die Wahlbeteiligung betrug 66,2 Prozent.
Daraufhin bildete Clare Martin am 24. Juni 2005 eine neue Regierung, in der sie zwischen dem 24. Juni 2005 und dem 25. November 2007 auch die Posten als Ministerin für die Austral-Asia-Eisenbahn, Ministerin für indigene Angelegenheiten sowie vom 24. Juni 2005 bis zum 31. August 2006 als Tourismusministerin übernahm. Ferner fungierte sie vom 24. Juni 2005 bis zum 10. Juli 2005 außerdem als Ministerin für Territorialentwicklung, für Kunst und Museen, für Jugend, für Frauen und für Senioren. Nach einer Regierungsumbildung war sie zwischen dem 11. Juli 2005 und dem 31. August 2006 und dem 25. November 2007 Ministerin für asiatische Beziehungen und Handel und vom 1. September 2006 bis 25. November 2007 zugleich Ministerin für Großprojekte sowie zuletzt zwischen dem 7. August und dem 25. November 2007 außerdem noch Ministerin für Polizei, Feuerwehr und Rettungsdienste. Nach sechsjähriger Amtszeit trat sie am 25. November 2007 als Chefministerin und Vorsitzende der Territory Labor Party zurück. Da außerdem der stellvertretende Chief Minister Syd Stirling zurücktrat, übernahm Minister Paul Henderson kommissarisch beide Ämter des ehemaligen Chief Ministers sowie des stellvertretenden Chief Ministers, ehe er am 30. November 2007 formell seine erste Regierung. Darüber hinaus löste er Clare Martin als Vorsitzender der Territory Labor Party ab.
Bei der Wahl am 9. August 2008 verzichtete Clare Martin auf eine erneute Kandidatur im Wahlkreis „Fannie Bay“, der daraufhin von ihrem Parteifreund und späteren Chief Minister Michael Gunner gewonnen wurde. Im Anschluss wurde sie 2008 wurde Chief Executive Officer des Australischen Rates für Sozialdienste ACOSS (Australian Council of Social Service) mit Sitz in Sydney. Im August 2010 kehrte sie ins Northern Territory zurück und lehrte bis 2012 als Professorial Fellow am Institut für öffentliche und soziale Politikforschung(Public and Social Policy Research Institute) der Charles Darwin University zu werden. Sie arbeitete ferner zwischen 2014 und 2015 als freie Journalistin für die Wochenzeitung The Saturday Paper. „Für herausragende Verdienste um das Volk und die gesetzgebende Versammlung des Northern Territory und als Fürsprecher der Gemeinschaft“ wurde sie am 10. Juni 2019 im Rahmen der Birthday Honours zum Officer des Order of Australia (AO) ernannt. Aus ihre Ehe mit David Alderman gingen zwei Kinder hervor.

## Veröffentlichung
- Speak for yourself, 2012